# تيلستون فيرنال (تشيشير)
تيلستون فيرنال (بالإنجليزية: Tilstone Fearnall)‏ هي أبرشية مدنية تقع في المملكة المتحدة في إنجلترا.  يقدر عدد سكانها بـ 99 نسمة .